# Condado de Hand
O Condado de Hand é um dos 66 condados do Estado americano da Dakota do Sul. A sede do condado é Miller, e sua maior cidade é Miller. O condado possui uma área de 3 730 km² (dos quais 9 km² estão cobertos por água), uma população de 3 741 habitantes, e uma densidade populacional de 1 hab/km² (segundo o censo nacional de 2000).